# Cartoon Network (Amérique latine)
Pour les articles homonymes, voir Cartoon Network (homonymie).
Cartoon Network est une chaîne de télévision dirigée par la société américaine Warner Bros. Discovery, spécialisée dans la programmation de séries d'animation. La version latino-américaine de la chaîne est initialement lancée le 30 avril 1993 dans tout le continent. Cette version, dont le siège est localisé à Atlanta, Géorgie, aux États-Unis, diffuse des programmations en langues espagnole, portugaise, et anglais, dans plus de 52 millions de foyers à travers le continent. La diffusion latino-américaine s'étend également jusqu'aux Caraïbes.
Durant juin-juillet 2010, Cartoon Network change son logo original pour le logo monochrome avant de prendre l'actuel en 2012.

## Histoire
La version latino-américaine de la chaîne, originellement américaine, Cartoon Network est lancée le 30 avril 1993. En 2001, Turner Latin America nomme Darlene Cordero responsable de la direction créative de la version sud-américaine de Cartoon Network. En 2006, la chaîne obtient les droits de diffusion pour Zatch Bell!, Deko Boko Friends (en) et Naruto pour le début de 2007.
Le 13 septembre 2010, l'UNICEF s'associe à la chaîne pour la défense des droits des enfants. En 2011, la chaîne lance de nombreuses campagnes publicitaires écologiques lors de la Dia de La Tierra (journée pour la Terre) enseignant l'écologie aux enfants, et les proposant de rejoindre le Movimiento Cartoon, un réseau social connexe à la chaîne. En mars 2012, Cartoon Network HD (la chaîne désormais en haute définition) est lancée au Brésil, et programmé pour un lancement en 2014 dans tous les autres pays hispanophones du continent.
En 2014, des séries d'animation édités par la société américaine Saban Entertainment, telles que Power Rangers Megaforce et Digimon Fusion, ont été rachetées par la chaîne pour une diffusion au début de 2014. Cartoon Network servira au licensing et au marketing de ces deux séries. La même année, la chaîne conclut un contrat avec Corus Entertainment's Nelvana, et amène ainsi 78 heures supplémentaires de programmation,.

## Programmations
La chaîne diffuse principalement des séries d'animation, en provenance de la chaîne originale américaine de Cartoon Network. Elle diffuse également de nombreux animes japonais tels que Pokémon, Sakura, chasseuse de cartes et Digimon. En 2013, elle implique des séries telles que Adventure Time, Regular Show, Ben 10, Ben 10: Alien Force, Ben 10: Ultimate Alien, Ben 10: Omniverse, Le Monde Incroyable de Gumball et Les Supers Nanas.

### Émissions
- Cine Cartoon (en français : Ciné-Cartoon). L'émission diffuse des films animés de plus de deux heures. La diffusion est programmée du lundi au vendredi de 12 h et 8 h, les samedis à 18 h, et le dimanche à 18 h (heure locale).
- Cartoon Pop / Cartoon Zaum. L'émission diffuse une variété de dessins-animés incluant les séries Cartoon Cartoons (telles que Le Laboratoire de Dexter, Johnny Bravo, Monsieur Belette, Courage, le chien froussard, Ed, Edd & Eddy, etc.) et autres séries originales de Cartoon Network (comme Camp Lazlo, Mon copain de classe est un singe, Chowder, Les Merveilleuses Mésaventures de Flapjack, etc.). Elle est diffusée en deux éditions, une à l'aube et une le matin.
- Votatoon. Programmation spéciale du week-end. Elle permet aux téléspectateurs de voter pour leurs séries préférées par le biais du site officiel de la chaîne ou par téléphone. Durant la semaine, la série gagnante y est exposée. les téléspectateurs peuvent voter à partir du vendredi soi jusqu'au samedi et la série gagnante est diffusée en tant que marathon de 3 heures à partir de 15h (heure locale).
- Hora Acme (en français : L'heure Acme)[13]. L'une des plus vieilles programmations de la chaîne diffusant les séries originales de Warner Bros. et MGM. La diffusion a été terminée en 2007. Hora Acme est rediffusée au Mexique et dans certains pays à partir d'octobre 2009.
- Top Top Toons. Inclut les séries les plus populaires du moment.
- Cortos / Curtas. Une nouvelle émission contenant de nouvelles séries. Similaire à What a Cartoon!
- Cartoon All-Stars. Inclut les meilleurs cartoons de tous les temps.
- Animaction - Introduit depuis janvier 2010. Une émission de 2 heures contenant des animes d'action, tels que Pokémon, Naruto et Kamen Rider Dragon Knight. Diffusée tous les mercredis à 18 h (heure locale).
- Ja Ja Ja / Ha Ha Ha - Similaire au Har Har Tharsday de Cartoon Network, ayant été diffusée pour la première fois à partir de 2009, aux alentours de novembre. Cette émission inclut des cartoons comiques. Diffusée tous les jeudis à 18 h (heure locale).

## Logos

Logo de Cartoon Network diffusé du 30 avril 1993 au 31 décembre 2004.
Second logo Cartoon Network diffusé du 1er janvier 2005 au 1er janvier 2012.
Logo depuis 2012.

## Slogans
- El mejor lugar para cartoons / O melhor lugar para cartoons (Le meilleur endroit des cartoons ; 30 avril 1993 au 31 décembre 2004)
- Hacemos lo que queremos / A gente faz o que quer (Nous faisons ce que vous voulez ; 1er janvier 2005 au 5 août 2010)
- Sólo los mejores personajes / Só os melhores personagens (Seuls les meilleurs personnages; depuis le 6 août 2010)